# Si no te hubiera conocido
«Si no te hubiera conocido» es una balada escrita y producida por Rudy Pérez e interpretada a dúo por la cantante estadounidense Christina Aguilera y el cantautor puertorriqueño-estadounidense Luis Fonsi para el segundo álbum de estudio y primero realizado en español titulado Mi reflejo (2000).
La canción a pesar de no haber sido lanzada como sencillo oficial llegó ubicarse en los Estados Unidos el número 36 en la lista Top Latin Songs. Los críticos establecen la evaluación positiva en comentarios alabando Aguilera con su potencia vocal y la cooperación con Fonsi.

## Antecedentes y composición

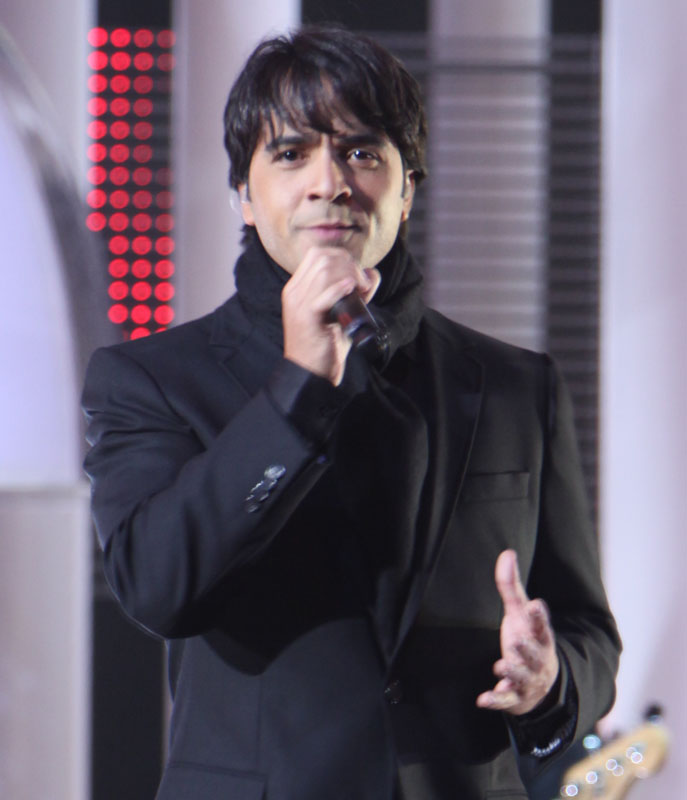
Luis Fonsi (en la imagen) quien prestó su voz para colaborar en el tema "Si no te hubiera conocido".

"Si no te hubiera conocido" es una balada rítmica de amor, normalmente se conoce como pop latino. Esta es una de las seis canciones originales en español del álbum Mi reflejo que no son covers traducidos del inglés al español de la cantante con su exitoso álbum debut homónimo. La voz de Aguilera en la canción se basa en las octavas, el más alto de ellos es el F5.

## Recepción de la crítica
Kurt B. Reighley, de la revista de Wall of Sound, aprecia la atmósfera de la canción y el rango vocal de la intérprete Christina Aguilera. Según Reighley, "Si No Te Hubiera Conocido", es dulce, y un dúo sentimental con el cantante Luis Fonsi, empieza deliciosamente y se transforma en el Concurso Internacional de The Scream".
"Su rango vocal y su estado emocional son importantes". - Por Richard Torrez en opinión de la revista Newsday. "Aguilera logra capturar a la perfección todos los elementos de su voz quema en el clásico bolero "Contigo en la distancia", y la hermosa armonización de Luis Fonsi en "Si No Te Hubiera Conocido". La revista Billboard escribió que el oyente podrá disfrutar mientras se escucha a ella.

## Comercial
La canción "Si no te hubiera conocido" a pesar de no ser lanzada como sencillo oficial ni promocional logró ubicarse en el número 36 de la lista Top Latin Songs. Además de ubicarse en el número 22 de la lista Latin Pop Songs. Ambas listas de la revista estadounidense Billboard.

## Créditos y personal
- Vocals: Christina Aguilera y Luis Fonsi
- Teclados: Rudy Pérez
- Bajo: Julio Hérnandez
- Batería: Lee Levin
- Guitarra: Michael Thompson
- Guitarra acústica: Rudy Pérez
- Coros: Geannie Cruz y Raúl Midón
- Dirección de cuerdas: Gary Lindsay
- Orquesta: La Sinfónica de Utah
- Concert Masters: Stephen Dorff y Paul Buckmaster

## Posicionamiento
| Listas (2001)                      | Posición |
| ---------------------------------- | -------- |
| Estados Unidos (Hot Latin Songs)   | 36       |
| Estados Unidos (Latin Pop Airplay) | 22       |